# Richard Shelby
Richard Craig Shelby (født 6. maj 1934) er en amerikansk politiker. Han er en senator og repræsenterer Alabama og Det republikanske parti. Han blev valgt ind i Senatet i 1987 for Det demokratiske parti, men skiftede parti efter valget i 1994. Han var blandt de mest konservative demokrater så længe han var i partiet. 
Fra 1979 til januar 1987 sad han i Repræsentanternes hus for Det demokratiske parti.